# Sony Corp. of America v. Universal City Studios, Inc.
Sony Corp. of America v. Universal City Studios, Inc., 464 US 417 (1984), también conocido como el "caso Betamax", es una decisión de la Corte Suprema de los Estados Unidos que dictaminó que la realización de copias individuales de programas de televisión completos con el fin de time shifting no constituye una infracción a los derechos de autor y es de "uso legítimo" (fair use). El Tribunal también dictaminó que los fabricantes de dispositivos de grabación de videos domésticos, como Betamax u otros VCR (a los que se hace referencia como VTR en el caso), no pueden ser responsables de la infracción. El caso fue beneficioso para el mercado de videos domésticos, ya que creó un antecedente legal seguro para la tecnología.
La consecuencia jurídica más amplia de la decisión del Tribunal fue el establecimiento de una prueba general para determinar si un dispositivo con capacidad de copia o grabación infringía la ley de derechos de autor. Esta prueba ha creado algunos desafíos interpretativos para los tribunales al aplicar el caso a tecnologías de intercambio de archivos más recientes disponibles para su uso en computadoras domésticas y en Internet.

## Trasfondo del caso
En la década de 1970, Sony desarrolló el formato de grabación de cintas de video Betamax. Universal Studios y Walt Disney Company se encontraban entre los miembros de la industria cinematográfica que desconfiaban de este desarrollo, pero también eran conscientes de que el Congreso de los EE. UU. estaba en las etapas finales de una revisión importante de la ley de derechos de autor y probablemente dudaría en emprender nuevas protecciones para la industria del cine. Por lo tanto, las empresas optaron por demandar a Sony y sus distribuidores en el Tribunal de Distrito de California en 1976, alegando que debido a que Sony estaba fabricando un dispositivo que podía usarse para infringir los derechos de autor, eran responsables de cualquier infracción cometida por sus compradores. La queja también incluía una demanda por competencia desleal en virtud de la Ley Lanham, pero esta fue desestimada al principio de la demanda.
Dos años más tarde, el Tribunal de Distrito dictaminó a favor de Sony, sobre la base de que la grabación de uso doméstico no comercial se consideraba "uso justo", y que el acceso a información pública gratuita es un interés público de la Primera Enmienda al que sirve este uso. Sin embargo, esta decisión fue revocada en parte por el Tribunal del Noveno Circuito, que responsabilizó a Sony por infracción concurrente. El tribunal también sostuvo que Betamax no era un artículo básico porque su propósito principal era copiar. Continuó sugiriendo daños, medidas cautelares y licencias obligatorias en lugar de otras reparaciones.

## El Fallo del tribunal

### Conflicto dentro de la Corte

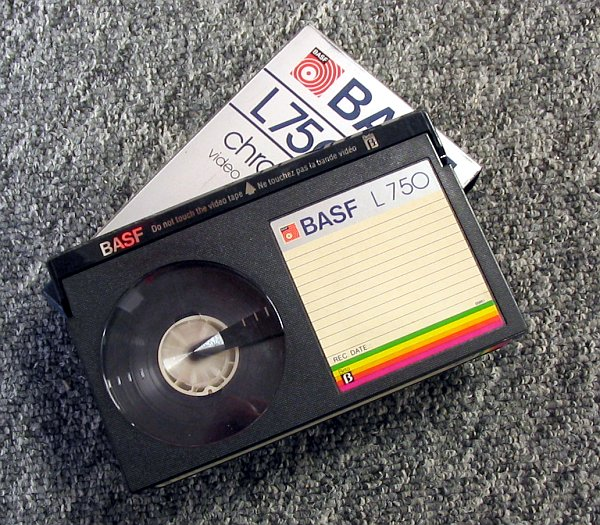
El caso centrado alrededor de Sony fabricación del Betamax VCR, el cual utilizó casetes así para almacenar potencialmente copyrighted información.

Después de escuchar los argumentos orales en el caso, la Corte Suprema se mostró en conflicto en cuanto al resultado. Los documentos del juez Thurgood Marshall, publicados casi una década después, revelan que la mayoría de los jueces se inclinó inicialmente a respaldar el fallo del Noveno Circuito. Se asignó al juez Harry Blackmun que redactara una opinión mayoritaria a ese efecto, mientras que el juez John Paul Stevens redactó una opinión disidente. Sintiendo que algunos miembros de la Corte podrían ser persuadidos de cambiar sus votos, Stevens escribió un desacuerdo que se leía como una opinión mayoritaria, y que podría cambiarse por uno con la sustitución de unas pocas palabras.
Stevens, en su borrador inicial, expresó una gran preocupación por la posibilidad de que una persona pudiera ser responsable de una infracción de derechos de autor por copiar un solo programa en su propia casa y para su propio uso. Al mismo tiempo, el juez Brennan dudaba en afirmar la presencia de usos no infractores de la tecnología, pero Brennan no estaba preparado para decir que hacer copias caseras para uso personal repetido no constituía una infracción. El juez White, al señalar la posición de Brennan, sugirió que Stevens desvíe la base de su opinión de los argumentos sobre si el uso doméstico era, de hecho, una infracción. White señaló que no es necesario resolver el problema, porque la demanda no era contra los usuarios domésticos, sino contra los productores de la tecnología que los habilitó.
El juez O'Connor, también inicialmente inclinado a afirmar el fallo del Noveno Circuito, tenía preocupaciones sobre la posibilidad de trasladar la carga de probar el daño lejos del demandante. El Tribunal de Distrito había dictaminado que los demandantes no habían probado que sufrieron daños; O'Connor no pudo aceptar la renuencia de Blackmun a aceptar que el daño real debe ser demostrable.
Stevens Por tanto ajustó su borrador para acomodar las posiciones tomadas por Brennan y O'Connor. En tan haciendo,  cambie el voto del Tribunal de un 6-3 mayoría para afirmar el Noveno Circuito a un 5-4 mayoría para invertir el Noveno Circuito.

### Opinión de la mayoría
La decisión 5-4 del Tribunal para revertir el Noveno Circuito a favor de Sony dependía de la posibilidad de que la tecnología en cuestión tuviera usos significativos no infractores y que los demandantes no pudieran probar lo contrario.
Sobre la cuestión de si Sony podría describirse como "contribuyente" a la infracción de derechos de autor, el Tribunal declaró:
[Debe haber] un equilibrio entre la demanda legítima del titular de los derechos de autor de una protección efectiva - no meramente simbólica - del monopolio legal, y los derechos de otros para participar libremente en áreas de comercio sustancialmente no relacionadas. En consecuencia, la venta de equipo de copiado, como la venta de otros artículos comerciales, no constituye una infracción concurrente si el producto se usa ampliamente para propósitos legítimos e inobjetables. De hecho, simplemente necesita ser capaz de usos sustanciales no infractores.
Por lo tanto, la pregunta es si el Betamax es capaz de usos no infractores comercialmente significativos ... un uso potencial del Betamax satisface claramente este estándar, sin embargo se comprende el time-shifting, no comercial, en el hogar. Lo hace tanto (A) porque los encuestados no tienen derecho a evitar que otros titulares de derechos de autor lo autoricen para sus programas, y (B) porque los hallazgos fácticos del Tribunal de Distrito revelan que incluso el time-shifting no autorizado en el hogar de los programas de los encuestados es legítimo y justo utilizar….
Si hay millones de propietarios de videograbadoras que hacen copias de eventos deportivos televisados, transmisiones religiosas y programas educativos ... y si los propietarios de esos programas dan la bienvenida a la práctica, el negocio de suministrar el equipo que hace que dicha copia sea factible no debería ser sofocado simplemente porque algunas personas utilizan el equipo para realizar reproducciones no autorizadas de las obras de los encuestados.
[C] uando se considera la naturaleza de una obra audiovisual televisada protegida por derechos de autor... y que el desplazamiento temporal simplemente permite al espectador ver una obra de este tipo que había sido invitado a presenciar en su totalidad de forma gratuita, el hecho... que toda la obra se reproduzca... no tiene el efecto ordinario de militar contra un hallazgo de uso legítimo.
Combinado con la naturaleza no comercial y sin fines de lucro del desplazamiento en el tiempo, concluyó que de hecho era un uso justo.
Para la decisión se tuvo en cuenta el testimonio de la personalidad de la televisión infantil, Sr. Rogers, que apoyaba a los fabricantes de VCR ante el Tribunal de Distrito. El Tribunal declaró que sus opiniones eran una prueba notable "de que muchos productores [de televisión] están dispuestos a permitir que continúe el time-shifting" e incluso citó su testimonio en una nota al pie de página.

### La disidencia de Blackmun
El juez Harry Blackmun disintió, junto con los jueces Marshall, Powell y Rehnquist . Con respecto al tema del time-shifting no autorizado, escribió:
La sección 106 de la Ley de 1976 [Revisión de los derechos de autor] otorga al propietario de un derecho de autor una variedad de derechos exclusivos sobre el trabajo protegido por derechos de autor, incluido ... el derecho a "reproducir el trabajo protegido por derechos de autor en copias o fonogramas"... Aunque la palabra "copias" está en plural en 107 (1), no cabe duda de que en virtud de la Ley se prohíbe la realización de una sola copia no autorizada...
La Ley de 1976 y los informes que la acompañan especifican con cierto detalle las situaciones en las que se puede realizar una única copia de una obra protegida por derechos de autor sin preocupaciones de infracción... Pero ni el estatuto ni su historial legislativo sugieren ninguna intención de crear una exención general para una sola copia hecha para uso personal o privado...
Se puede encontrar un uso legítimo cuando una obra se usa "con fines tales como críticas, comentarios, informes de noticias, enseñanza, becas o investigaciones". Otros ejemplos se pueden encontrar en la jurisprudencia. Cada uno de estos usos, sin embargo, refleja un tema común: cada uno es un uso productivo, lo que resulta en algún beneficio adicional para el público más allá del producido por el trabajo del primer autor...
Puede ser que una orden judicial que prohíba la venta de VTR dañe los intereses de los titulares de los derechos de autor que no tienen objeciones a que otros hagan copias de sus programas. Pero tales preocupaciones deberían y deberían tenerse en cuenta al diseñar un remedio apropiado una vez que se haya determinado la responsabilidad. Es muy posible que existan remedios disponibles que no interfieran en absoluto con el time-shifting autorizado... Sony puede, por ejemplo, construir una videograbadora que permita a las emisoras codificar la señal de programas individuales y "bloquear" la grabación no autorizada de los mismos...
El Tribunal explica que un fabricante de un producto no es responsable de una infracción concurrente siempre que el producto sea "capaz de usos sustanciales no infractores"... Esta definición esencialmente destroza el concepto de infracción contributiva. Sólo el fabricante menos imaginativo sería incapaz de demostrar que un producto de duplicación de imágenes es "capaz" de usos sustanciales no infractores. Seguramente el Congreso deseaba evitar la venta de productos que se utilizan casi exclusivamente para infringir los derechos de autor.

## Desarrollos posteriores
Inmediatamente después de su pérdida en la Corte Suprema, los demandantes presionaron al Congreso para que aprobara una legislación que los protegiera de los efectos de la copia casera. Sin embargo, en los ocho años que habían pasado desde que se presentó la demanda, el uso de dispositivos de grabación domésticos se había generalizado tanto que el Congreso no estaba preparado para tomar ninguna medida en detrimento de la importante población de propietarios de VCR. La industria cinematográfica presionó al Congreso para que imponga una pequeña regalía legal por la venta de cintas de video en blanco, pero el Congreso no lo hizo, y señaló el aumento de las ganancias para los estudios cinematográficos en el mercado de alquiler y venta de videos domésticos.
En lugar de destruir los estudios cinematográficos, las ventas de cintas de video se volvieron cada vez más importantes para sus ingresos. La prensa habló sobre la videograbadora "y los hábitos de visualización que ha engendrado. Los estudios cinematográficos abrieron nuevas divisiones para producir cintas pregrabadas,  y en 1985 sus ventas eran aproximadamente las mismas que los ingresos de taquilla; Associated Press informó que "debido a la videograbadora, incluso una mala película puede generar dinero". Aunque la videograbadora recibió la culpa de una disminución del 25% en la taquilla del verano de 1985 en comparación con la de 1984, y del cierre de las salas de cine, en 1987 se le atribuyó el haber causado una taquilla récord, ya que la popularidad de las cintas de video alentó el interés de los consumidores. en películas y verlas en cines. A los canales de películas por cable les preocupaba que las videograbadoras afectaran a las suscripciones, ☃☃ pero comenzaron a ofrecer más películas para los propietarios que querían construir una biblioteca en casa, ☃☃ incluso alentandotime-shiftinghora al transmitir las películas durante la noche para que las videograbadoras pudieran grabarlas mientras sus dueños dormido. ☃☃
En 1989, Sony compró Columbia Pictures y se convirtió en propietaria de su propio estudio de Hollywood. En 1995, más de la mitad de los ingresos estadounidenses de Hollywood procedían del vídeo doméstico, en comparación con menos de una cuarta parte de los cines. Forbes escribió en 2001 que la videograbadora ya no era "posiblemente considerada la sentencia de muerte del negocio del cine". En lugar de eso, se puede decir que se convirtió en su salvador "porque los consumidores preferían comprar o alquilar películas a grabar las suyas en cintas vírgenes.
Pamela Samuelson ha comentado que "la decisión de Sony es el legado más importante del juez Stevens en el campo de la ley de propiedad intelectual y es probable que su importancia continúe en la mediación de disputas entre industrias de derechos de autor y desarrolladores de tecnología de la información creativa y usuarios de tecnología de la información". La DMCA modificó la ley en la que se basó la decisión de Sony de varias maneras, y aún se están adaptando nuevas interpretaciones. Muchos de los mismos puntos de derecho que fueron litigados en este caso todavía se están discutiendo en varios casos, particularmente a la luz de las recientes demandas entre pares; por ejemplo, en A&M Records, Inc. v. Napster, Inc., el Tribunal de Apelaciones del Noveno Circuito rechazó un argumento de uso justo de "placeshifting" planteado como una analogía con el argumento de cambio de tiempo que prevaleció en Sony. El Noveno Circuito distinguió además los casos porque los acusados de Napster operaban un sistema que les permitía monitorear y controlar las actividades potencialmente infractoras de sus usuarios.

En agosto de 2004, en el caso de MGM Studios, Inc. v. Grokster, Ltd., el Tribunal de Apelaciones del Noveno Circuito falló a favor de Grokster debido a sus "usos sustanciales no infractores". La Corte Suprema escuchó los alegatos orales del caso el 29 de marzo de 2005. La decisión de la Corte Suprema del 27 de junio de 2005 revocó la decisión de la Novena Corte de Apelaciones "Debido a que la evidencia sustancial apoya a MGM en todos los elementos, el juicio sumario de los demandados fue un error. En la devolución, la reconsideración de la moción del juicio sumario de MGM estará en orden". Págs. 23–24 380 F.3d 1154, desocupado y en prisión preventiva. La Corte Suprema acordó unánimemente que Grokster podría ser responsable de inducir la infracción de derechos de autor. En el dictamen, el juez Souter afirmó que
[l] a norma sobre la incitación a la infracción tal como se desarrolló en los primeros casos no es diferente hoy. [A] dvertir un uso infractor o dar instrucciones sobre cómo participar en un uso infractor, mostrar una intención afirmativa de que el producto se utilice para infringir y una demostración de que se fomentó la infracción supera la renuencia de la ley a encontrar responsabilidad cuando un acusado simplemente vende un producto comercial producto apto para algún uso legal… 

## Otras lecturas
- DeFelice, Hope (1978–79). Copyright:Gone With the Betamax?. VIII no. 1. London.
- Feder, Jesse M. (2003). «Is Betamax Obsolete: Sony Corp. of America v. Universal City Studios, Inc. in the Age of Napster». Creighton Law Review 37: 859. ISSN 0011-1155.
- Goldstein, Paul (2003). Copyright's Highway: From Gutenberg to the Celestial Jukebox (Rev. edición). Stanford, CA: Stanford University Press. ISBN 0-8047-4735-0.
- Gordon, Wendy J. (1982). «Fair Use as Market Failure: A Structural and Economic Analysis of the 'Betamax' Case and Its Predecessors». Columbia Law Review 82 (8): 1600-1657. doi:10.2307/1122296.
- James Lardner, Delantero Rápido: Hollywood, el japonés, y el VCR Guerras (1987) (el libro que revisa la economía y caso)
- Lee, Edward (2005). «The Ethics of Innovation: p2p Software Developers and Designing Substantial Noninfringing Uses Under the Sony Doctrine». Journal of Business Ethics 62 (2): 147-162. doi:10.1007/s10551-005-0186-4.
- Orbach, Barak Y. (2008). «Indirect Free Riding on the Wheels of Commerce: Dual-Use Technologies and Copyright Liability». Emory Law Journal 57: 409-461.